# Le Mouron rouge (film, 1950)
Pour l’article homonyme, voir Le Mouron rouge.
Le Mouron rouge (The Scarlet Pumpernickel) est un cartoon, réalisé par Chuck Jones et sorti en 1950, qui met en scène Daffy Duck, Porky Pig, la princesse Melissa Duck, le mousquetaire Sylvestre et Elmer Fudd.